# Дело № 306
«Де́ло № 306» — советский односерийный художественный фильм, снятый в 1956 году режиссёром Анатолием Рыбаковым по одноимённой повести Матвея Ройзмана. Лидер советского кинопроката (1956 год, второе место) — 33,5 миллиона зрителей.

## Сюжет
В Москве поздним вечером автомобилем сбита пожилая женщина, а вслед за ней — постовой милиционер, пытавшийся задержать машину. Женщина оказалась в больнице, без сознания и без документов, а милиционер скончался. Случайные очевидцы смогли сообщить лишь, что женщину сбила серебристая «Победа» с номером, заканчивающимся на 45. Со слов свидетеля Грунина, за рулём сидела молодая женщина. Эксперт Надежда Корнева подтверждает, что следы автомобиля соответствуют «Победе». Женщина была сбита левой стороной машины, поэтому возможны следы повреждений на бампере или крыле машины. Проверены все московские «Победы» с таким номером, но нужная машина не найдена. Капитан Мозарин, ведущий это дело, приходит к выводу, что в жаркий день машина была покрыта пылью и при вспышке молнии показалась очевидцам серебристого цвета. По его мнению, необходимо существенно расширить поиск. Через некоторое время нужная машина была найдена. «Победа», оказавшаяся синей и принадлежащая доктору Иркутову, накануне происшествия была у него угнана. Найденную машину вернули владельцу. Осмотрев машину, Мозарин увидел вмятину на левой дверце. Все улики указывают, что к преступлению может быть причастна дочь Иркутова — Людмила: по возрасту она соответствует описанию очевидцев; кроме того, на том месте, где была найдена угнанная «Победа», найден тюбик с краской. Ту же краску Людмила использует, занимаясь живописью. Обнаружено пятно этой же краски на её обуви. Тем не менее Мозарин отказывается верить, что Людмила причастна к происшествию. Установлено, что пострадавшая женщина — Елизавета Некрасова, одинокая бывшая учительница. Во время войны она была в партизанском отряде, потом — в концлагере. Очнувшись, она сообщила, что её кто-то преследовал на машине. Соседка Некрасовой по квартире Ковальская передала Мозарину записку, в которой Некрасова сообщала, что должна заявить на некую женщину. Девочка-соседка рассказала следователю, что Некрасова выходила из дома с портфелем, полным денег. Мозарин решает ещё раз допросить свидетеля Грунина, который на месте происшествия хорошо описал водителя «Победы», и его описание соответствовало Людмиле Иркутовой. Он представился экономистом некоего новосибирского объединения, однако в гостиницах не проживал. Из Новосибирска поступил ответ, что в объединении он не работает и не работал. Поиски свидетеля приводят Мозарина на дачу, на которой Грунин скрывается вместе со своим сообщником. Почувствовав, что их разоблачили, преступники нападают на Мозарина и, сочтя его мёртвым, от его имени вызывают на дачу Людмилу Иркутову, садятся к ней в «Победу» и едут якобы для опознания угонщика, а на самом деле — чтобы столкнуть её вместе с машиной в песчаный карьер. Однако пришедший в себя Мозарин слышал разговор сообщников. Выбравшись из дома, он преследует машину на мотоцикле. Заметив погоню, Грунин приказывает Иркутовой ехать быстрее, но вскоре и она замечает, кто их преследует. В салоне машины на ходу завязывается драка, в результате чего «Победа», пробив ограждение, зависает на краю карьера. Преступники пытаются сбежать, но подоспевший наряд милиции их задерживает. Вскоре задерживают и человека, руководившего преступниками — фармацевта Марию Карасёву (она же — Магда Тотгаст, бывшая надзирательница концлагеря и агент немецкой разведки). Опознанная своей жертвой, шпионка пыталась подкупить Некрасову, а когда та отказалась молчать и пошла в милицию, решила её убить. Именно она на угнанной машине сбила Некрасову и скрылась с места происшествия.

## В ролях
- Борис Битюков — Михаил Дмитриевич Мозарин, капитан милиции, дежурный следователь
- Марк Бернес — Василий Иванович Градов, подполковник милиции
- Татьяна Пилецкая — Надежда Николаевна Корнева, лейтенант милиции, эксперт-криминалист
- Константин Нассонов — Турбаев, комиссар милиции
- Ада Войцик — Елизавета Ивановна Некрасова, бывшая учительница и партизанка
- Максим Штраух — Александр Иркутов, доктор, отец Людмилы
- Людмила Шагалова — Людмила Александровна Иркутова, студентка
- Валентина Токарская — Мария Николаевна Карасёва, фармацевт, она же немецкий агент Магда Тотгаст[1][2], она же Фишман, Аванесова, Рубанюк, Иваниха
- Евгений Весник — Пётр Иванович Грунин, «экономист из Новосибирска»
- Николай Хощанов — Филипп Филиппович Башлыков, «Чалдон»
- Софья Фадеева — Маргарита Осиповна Ковальская, соседка Некрасовой по коммунальной квартире
- Евгений Тетерин — Евгений Ефимович Голиков, эксперт-медик
- Владимир Ратомский — Иван Егорович, управдом
- Валентина Беляева — санитарка
- Анастасия Зуева — свидетельница
- Виктор Колпаков — свидетель

## Съёмочная группа
- Авторы сценария: Матвей Ройзман, Сергей Ермолинский (литературный консультант)
- Постановка: Анатолия Рыбакова
- Режиссёр: Л. Брожовский
- Оператор: Виктор Домбровский
- Художник: Александр Жаренов
- Композитор: Владимир Юровский

## Критика
Лев Шейнин писал:

Фильм «Дело № 306», подготовленный киностудией «Мосфильм», ведёт зрителя по следам совершённого преступления сложными, трудными, запутанными путями, какими в жизни нередко приходится идти нашим следственным работникам. И всё это сделано очень профессионально, при отличной работе оператора, стоящей того, чтобы о ней поговорить особо и подробно, при хорошо подобранном коллективе актёров, почти каждый из которых нашёл «свое место» в картине, иногда даже вопреки мизерным возможностям ролей, при напряжённом с начала до конца ритме действия. Может быть, поэтому зритель охотно прощает недостатки, которые в фильме имеются, и прежде всего недостоверность некоторых эпизодов. Так, например, капитан Мозарин, зная, что имеет дело с опасными преступниками, почему-то один едет на операцию, а двое профессиональных бандитов после схватки с Мозариным принимают его за убитого, хотя он в действительности жив. Мало того, Мозарин, который только что был тяжело ранен, тут же, придя в себя, вскакивает и мчится на мотоцикле в погоню за бандитами. Наивен и эпизод с Некрасовой, которая, решив разоблачить опасную шпионку Магду, направляется с этой целью к… управдому, хотя даже дети знают, куда надо обращаться в подобных случаях. Но при всех недостатках «Дело № 306» — интересная и полезная картина, сделанная по законам своего жанра.— Шейнин Л. Нужный жанр. [О приключенческих кинофильмах] // Огонёк. — 1956. — № 36. — С. 22—23.